# Hanafici
Hanafici (arab. ‏حنفي‎) – zwolennicy jednej z czterech głównych sunnickich szkół prawa muzułmańskiego, wywodzącej się od teologa Abu Hanify (zm. 767).
Abu Hanifa zajmował się dogmatyką w młodości. Później pozostawił ją dla hadisów i wykładni prawa islamskiego (fikh) i na tych polach osiągnął wielki autorytet wśród mu współczesnych i potomnych. Wykładnia prawa islamu Abu Hanify miała za podstawę m.in.:
- Koran;
- Sunnę;
- Zgodę uczonych (idżma);
- Analogię (kijas);
- Preferencję (istihsan).

Abu Hanifa miał wielu uczniów. Wykształcił ich na niezależnych fakihów, choć nie odstąpili oni od generalnych zasad wykładni nauczyciela. Przysłużyli się także do zachowania dorobku prawniczego Abu Hanify, spisując wiedzę, którą im przekazał. Za ich życia nastąpiło pewne zbliżenie między szkołą hanaficką a malikicką. 
Szkoła hanaficka obecnie jest popularna w Turcji, na Bałkanach, Żyznym Półksiężycu oraz częściowo w Afganistanie i Pakistanie i stanowi 35–40% ortodoksyjnych muzułmanów. Uchodzi za najbardziej otwartą filozoficznie i religijnie spośród wszystkich szkół sunnickich. Większość polskich muzułmanów jest hanafitami.